# Odwzorowanie walcowe
Odwzorowanie walcowe – odwzorowanie geograficzne, w którym kula ziemska jest rzutowana na powierzchnię boczną walca, która jest następnie rozwijana do płaszczyzny. Walec najczęściej przykłada się tak, żeby stykał się z kulą ziemską na równiku, choć możliwe są też inne ustawienia.
Rzut polega na poprowadzeniu półprostej zaczynającej się w środku Ziemi i przechodzącej przez miejsce na powierzchni Ziemi, które chcemy odwzorować. Punkt przecięcia tej półprostej z walcem pokazuje, gdzie to miejsce będzie odwzorowane na mapie.

## Zalety i wady
Jak widać w tej procedurze miejsca leżące blisko biegunów (odpowiednio innych miejsc najbardziej odległych od miejsca, gdzie walec styka się z kulą ziemską) będą odwzorowane na bardzo dalekie punkty.
Z tego to powodu uzyskaną powierzchnię boczną nieskończonego walca zazwyczaj przekształca się dalej, żeby uzyskać bardziej pożądane właściwości. Przekształcenia te dotyczą tylko pionowej współrzędnej mapy (odpowiadającej szerokości geograficznej) i nie zmieniają współrzędnej poziomej (odpowiadającej długości).
Na wszystkich odwzorowaniach walcowych zarówno południki jak i równoleżniki są proste i równoległe. Południki i równoleżniki tworzą między sobą kąty proste. W przekształceniach, po których walec nadal jest nieskończony, bieguny nie występują, i mapa jest odcięta kilka stopni przed biegunem. W tych, w których walec jest skończony, biegun jest linią prostą stanowiącą kraniec mapy.
Największą zaletą odwzorowań walcowych jest wygodny prostokątny kształt mapy, oraz wiernokątność, gdyż równoleżniki i południki tworzą kąty proste, co jest szczególnie ważne przy ustalaniu azymutów w komunikacji morskiej oraz lotniczej. Wadą są duże deformacje w obszarach podbiegunowych, które często nie mogą w ogóle zostać przedstawione. Mniejsze deformacje można uzyskać na mapach o innych kształtach.

## Przykłady
Popularne odwzorowania walcowe to:
- odwzorowanie walcowe równokątne (Merkatora)
- odwzorowanie walcowe równoodległościowe
- odwzorowanie walcowe równopowierzchniowe